# 武藏原盒螺
武藏原盒螺（又名筒状粗米螺（学名：Eoscaphander musashiensis），曾屬於三叉螺科原盒螺属及粗米螺科原粗米螺屬，今仍屬头楯目原盒螺屬，但改歸盒螺總科。

## 分佈
主要分布于台湾，常栖息在浅海沙底。分布于日本以及中国大陆的广东等地，属于暖水性种类。其多生活于潮间带砂质底。

## 外部連結
- 維基物種上的相關：武藏原盒螺